# Bernhard Schulze
Bernhard „Berni“ Schulze (* 20. Mai 1938 in Recklinghausen) ist ein ehemaliger deutscher Kanute.
Der für Eintracht Duisburg startende Schulze gewann 1959 den deutschen Meistertitel im Einer-Kajak über 500 Meter. Die Europameisterschaft 1959 fand auf seiner Hausstrecke in Duisburg statt, dort gewann er zusammen mit Paul Lange, Helmuth Schneider und Meinrad Miltenberger den Titel in der 4-mal-500-Meter-Staffel. Im Jahr darauf konnte sich Schulze nicht für die Olympischen Spiele qualifizieren, aus der Europameisterstaffel von 1959 gehörte nur Paul Lange zur Olympiasiegerstaffel. In den nächsten Jahren gewann Schulze zwar zahlreiche Deutsche Meistertitel, bis 1966 waren es insgesamt vierzehn, konnte aber zunächst keine weitere internationale Medaille gewinnen, 1963 verpasste er als Vierter mit der Staffel sowohl bei der Welt- als auch bei der Europameisterschaft nur knapp eine Medaille.
1964 qualifizierten sich vier Kanuten aus der Bundesrepublik Deutschland für den Vierer-Kajak in der gesamtdeutschen Mannschaft. Holger Zander, Günter Perleberg, Friedhelm Wentzke und Bernhard Schulze gewannen bei den Olympischen Spielen in Tokio die Silbermedaille hinter dem Vierer aus der Sowjetunion. 1965 gewann Schulze ebenfalls im Vierer Bronze bei der Europameisterschaft. Bei den Olympischen Spielen 1968 erreichten Holger Zander und Bernhard Schulze das Finale im Zweier-Kajak, belegten dort aber nur den neunten und letzten Platz.
Bernhard Schulze war von Beruf Stuckateur und später kaufmännischer Angestellter. Er ist verheiratet und hat ein Kind.